# Macelo de Pompeia

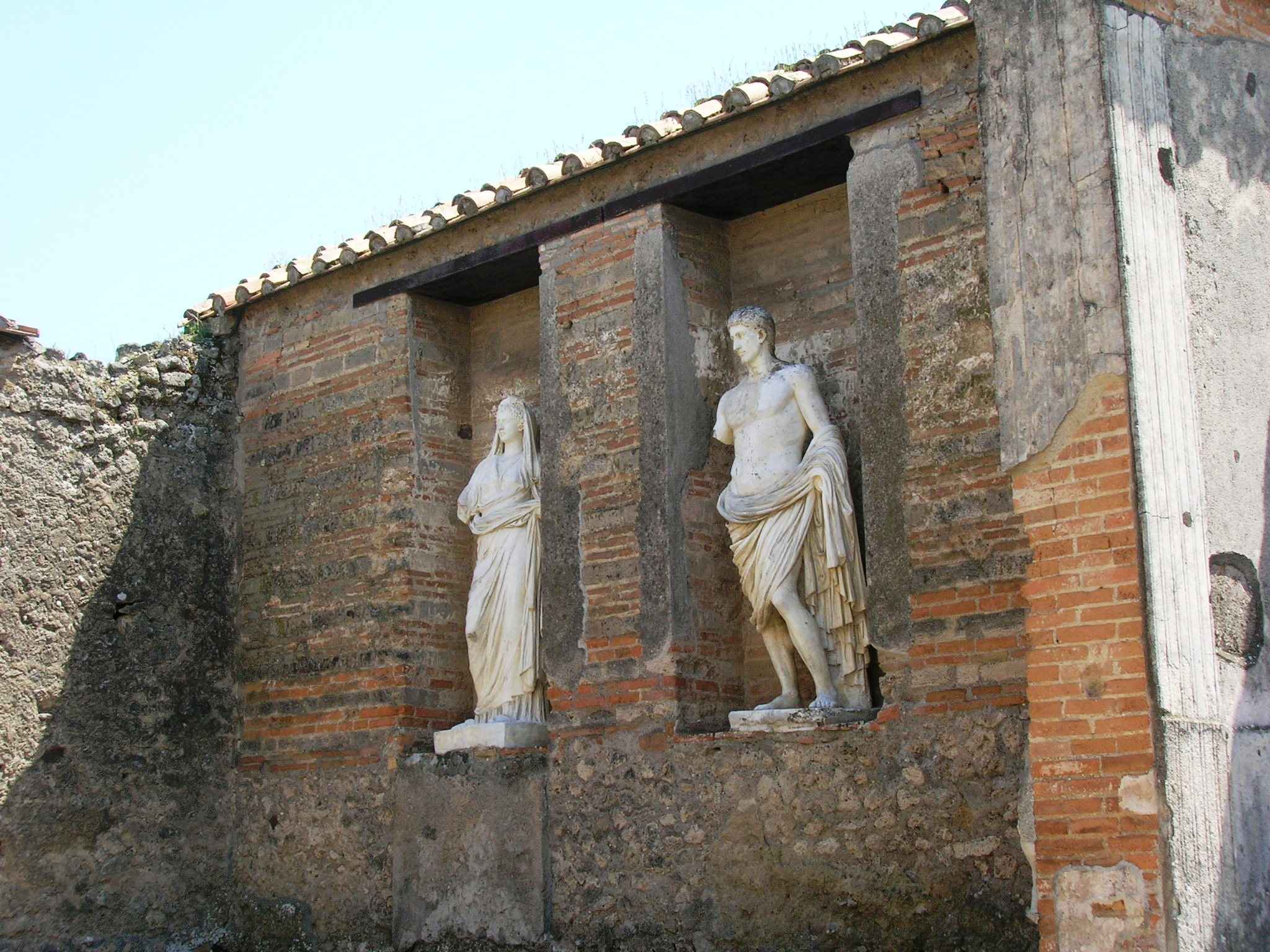
Estátuas da família imperial

Macelo de Pompeia foi o mercado de provisões (macelo) situado na colônia romana de Pompeia, na área do Fórum da cidade. O edifício foi construído em várias fases. Quando o terremoto de 62 destruiu grandes partes de Pompeia, o macelo também foi danificado. Estudos arqueológicos na área moderna revelaram um edifício que ainda não tinha sido completamente reparado à época da erupção de 79.
De interesse particular dos pesquisadores, o macelo está localizada no lado leste da área que pensa-se ter sido dedicada ao culto imperial. Isso faz manifesto o quão central era o papel que os imperadores desempenharam na vida dos romanos no século I. As outras salas no lado oeste também são interessantes como exemplos para a ligação entre a vida pública e econômica. Além disso, o mercado é um testemunho eloquente da cultura diária dos romanos, que é ilustrado pelos achados arqueológicos tal como restos alimentícios, itens de uso diário, exemplos de pinturas murais.

## História
O macelo foi construído por volta do final do século III a.C., durante o período samnita. Durante o período romano, com o estabelecimento da área do fórum, o macelo foi inteiramente reconstruído entre 130−120 a.C.: a nova estrutura não difere particularmente da anterior, exceto pela construção do monóptero central, o recuo da fachada principal e uma superfície ligeiramente menor. Durante a dinastia júlio-claudiana, esteve sujeito a obras de remodelação, tais como a demolição do lado leste da colunata interior e o recapeamento do pavimento. O terremoto de 62 causou grandes danos ao macelo, que foi posteriormente restaurado: a colunata de tufo foi completamente eliminada, talvez para ser reconstruída, algumas tabernas foram reconstruídas, pinturas decorativas foram refeitas e um novo muro sul foi construído, necessário devido a construção do Santuário dos Lares Públicos.[carece de fontes?]
O macelo foi enterrado sob bagacina e cinzas na sequência da erupção do Vesúvio de 79: quando esse evento ocorreu, provavelmente as obras de restauração não estavam concluídas. Originalmente, quando trazido à luz como resultado das investigações arqueológicas da dinastia Bourbon, entre 1818-1822, foi pensado como um panteão dedicado a várias divindades, devido as placas de mármore descobertas: investigações aprofundadas em seguida revelaram a presença de restos de grãos, frutas e peixes, fazendo com que os arqueólogos chegaram a conclusão de que era mercado.[carece de fontes?]

## Descrição
O macelo está localizado no canto nordeste do fórum, entre a Via dos Augustais e o Santuário dos Lares Públicos: a escolha deste local central, ainda escondido, foi feita para evitar ser um obstáculo para as atividades da praça.[carece de fontes?] A estrutura mostra uma forma retangular que é acessada por três locais, dois maiores a oeste e um menor a, quase uma entrada de serviço, ao sul. As paredes, parcialmente reconstruídas após o terremoto de 62, estão em trabalho reticulado e apoiado por pilares de laterício, feitos de tufo. De interesse particular é a parede do lado sul, a última a ser construída, que é considerado como um dos melhores exemplos de trabalho reticulado da cidade, bem como um dos melhor preservados.[carece de fontes?]
Fora dos muros do perímetro, ao longo do lado oeste, que era a fachada principal, e que levava diretamente ao fórum e ao longo do lado norte, foram colocados tabernas, todos feitos em comprimento aleatório, ou seja, pequenas lojas dedicadas a venda: as do oeste foram reservadas para os cambistas, enquanto aquelas do norte ao longo da Via dos Augustais, construídas de tal forma a se protegerem do sol, venderam mantimentos ou foram ocupadas por lojas de perfumes, como evidenciado por uma inscrição eleitoral de um candidato que pertence que fez parte dos unguentários. Nestas tabernas também foram encontrados, em algumas ânforas, alimentos como castanhas, figos, legumes, uvas e frutas, preservadas no Museu Arqueológico de Nápoles.[carece de fontes?]
Perto da fachada principal ainda é possível observar umas poucas faixas do pórtico do fórum: há três colunas em ordem coríntia com ranhuras na parte inferior e estão perto da base do pódio onde as estátuas estavam situadas. Nada resta da varanda exterior do macelo. Além disso, a fachada não corre paralelamente com a praça do fórum, mas tende a ser oblíquo: para remediar este problema, as lojas foram construídas de uma maneira decrescente de modo a se capaz de perceber uma linha paralela. Mesmo a entrada monumental está no lado oeste: são, na verdade, duas entradas, separadas por um edícula decorado com colunas em ordem coríntia, com capiteis de quimeras, provenientes da Tumba das Guirlandas, perto da Porta Ercolano, e concluídas ou na Grécia ou em Nápoles ou Pozzuoli.[carece de fontes?]

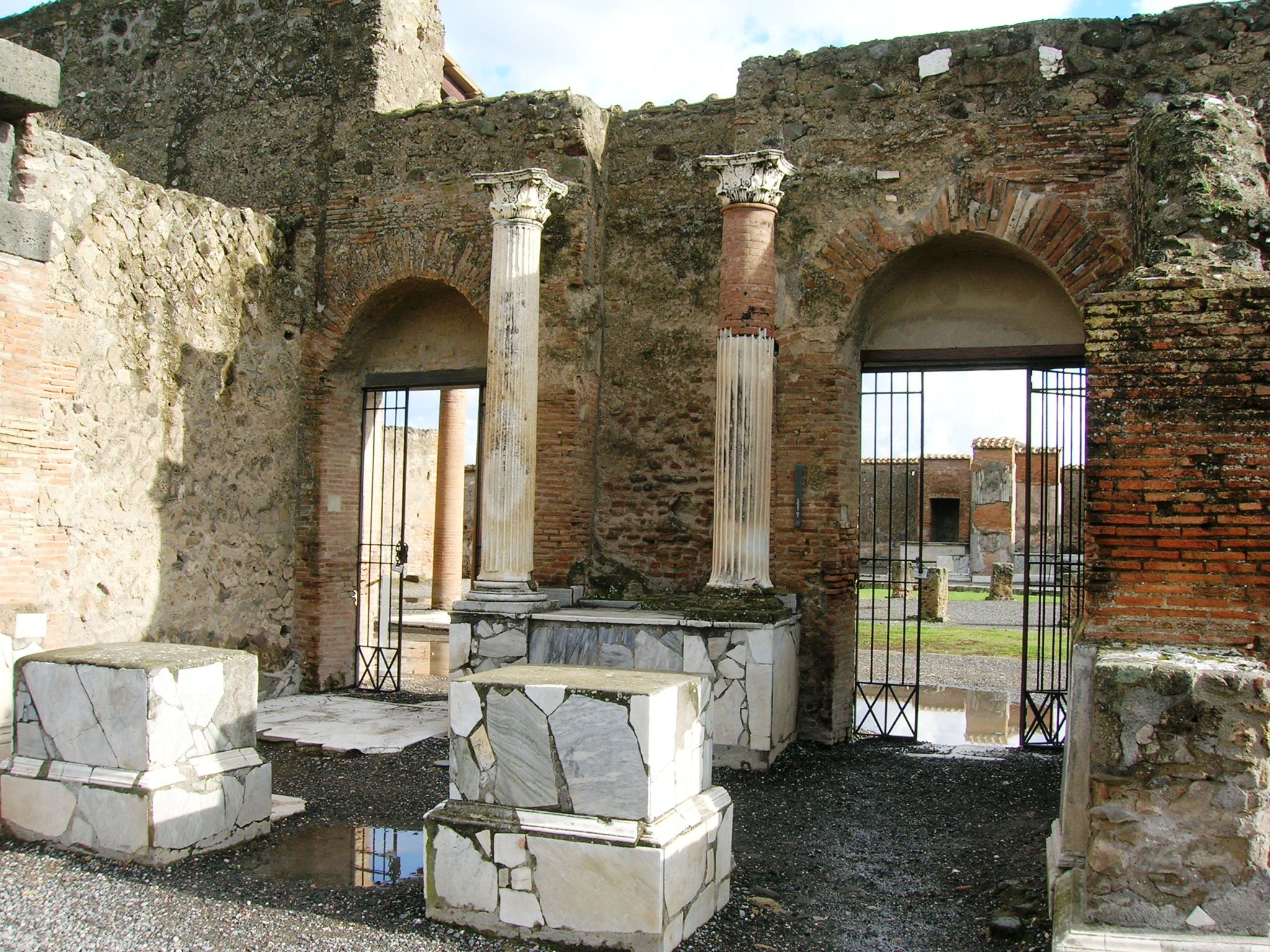
Entrada do macelo

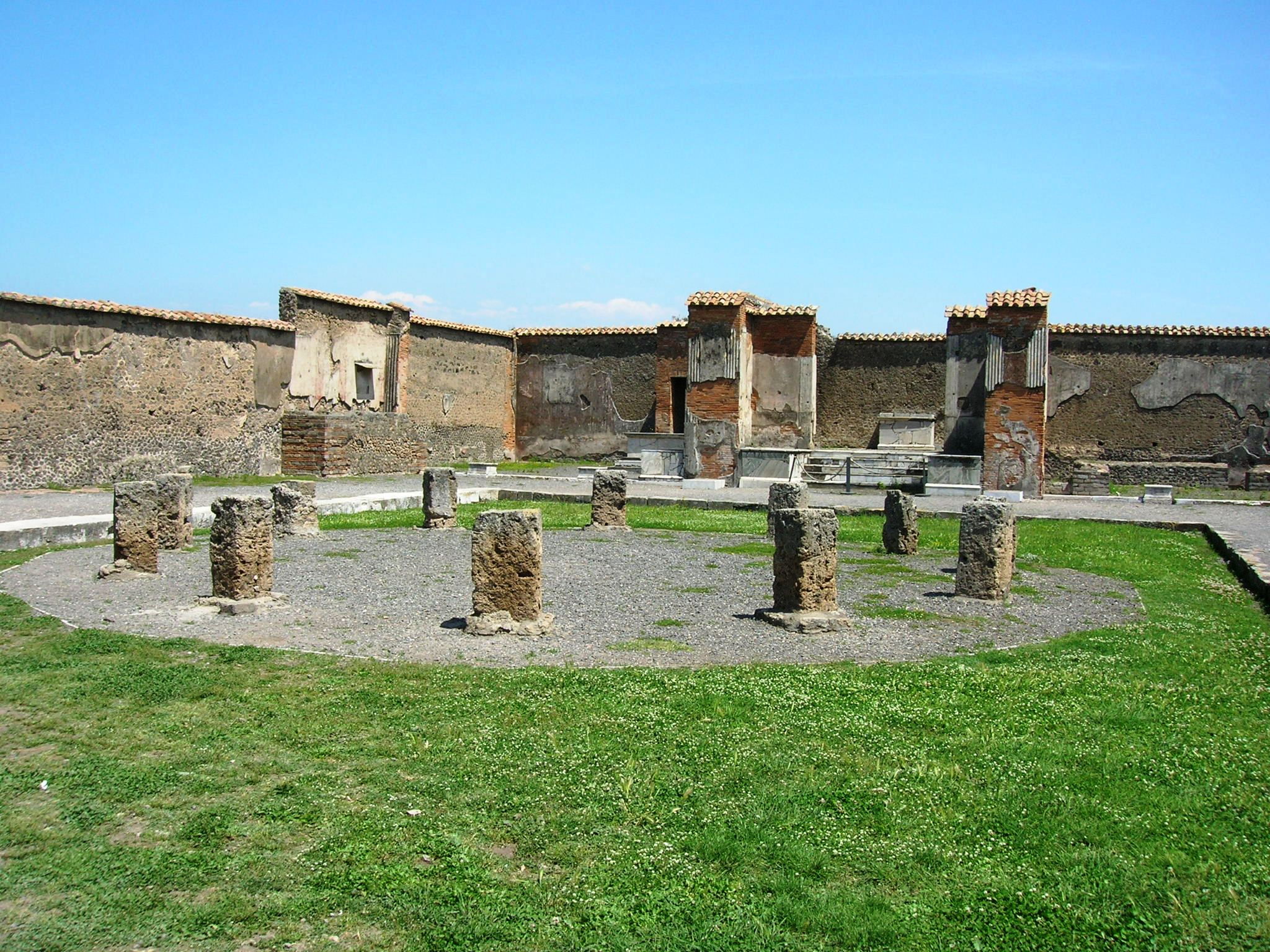
Interior do macelo

O interior do macelo parece um grande pátio sem colunata: estava originalmente presente, com colunas em tufo, mas ainda é desconhecido se foi voluntariamente eliminado ou se seria reconstruído após o terremoto de 62, pois ao longo do lado norte e a oeste foi encontrado uma estilóbata em travertino. O piso foi feito com telhas picadas, travertino e mármore, coberto com argamassa. No centro do pátio há doze bases em tufo, dispostas em um círculo, tipo um monóptero, que eram bases de postos que sustentavam uma forma cônica de telhado de madeira: na mesma área deveria haver uma fonte ou palangana usado para a limpeza de peixes.[carece de fontes?]
Ao longo da parede norte há uma série de afrescos, em Quarto Estilo, datados da última fase do edifício, descrevendo cenas mitológicas como Odisseu e Penélope se encontrando, Io, Argos e Medeia contemplando a morte dos filhos da última, desenhados em negras escovas avermelhados e divididos por elementos arquitetônicos, como representações de edifícios. Na parte superior, reproduções são realizadas em fundo azul, representando diferentes temas como um Sátiro tocando flauta, uma mulher com ferramentas para sacrifícios e natureza morta.
No lado leste, há três grandes salas pavimentadas com opus signinum, levantadas em relação ao resto do edifício e alcançadas por cinco escadas. O espaço central teve provavelmente a função de um sacelo e foi dedicado à casa imperial: talvez em opus vittatum, é composto por uma parede de fundo e duas laterais, e dois nichos de cada lado, que abrigavam estátuas, incluindo, no lado direito, uma figura masculina e uma feminina, ambos do reinado do imperador Nero (r. 54–68), e agora preservadas no Museu Arqueológico de Nápoles.
No início as estátuas foram identificadas como Marcelo e Otávia, mas depois se acreditou serem membros ainda não identificados da família imperial: a figura masculina é representada com uma barba e cabelo curto, nua, com apenas um pano que envolve a cintura e se reúne em sua mão direita, que também carrega uma espada. Na cabeça há dois furos, talvez utilizados para fixar uma coroa de bronze. A estátua feminina, pelo contrário, é como uma sacerdotisa, com uma túnica adornada com botões nas mangas, com a cabeça coberta por um manto e cercada por uma coroa vegetal, com apenas parte do cabelo visível. Em sua mão direita há uma pátera, enquanto que não esquerda há grãos de incenso.

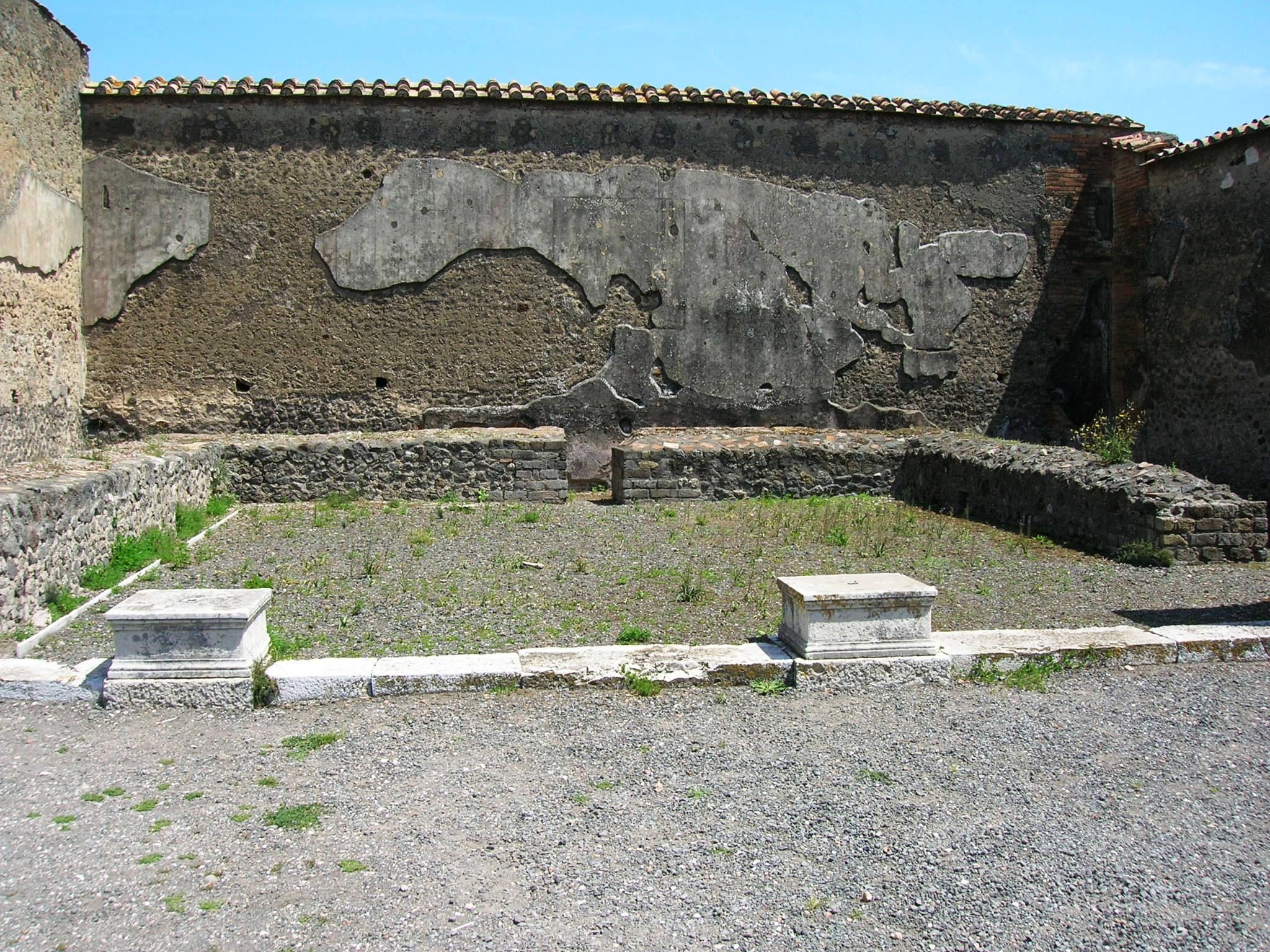
Taberna de carne e peixe

As paredes desse ambiente, dentro do qual também foi encontrado um braço com uma orbe, provavelmente pertencente a uma estátua dum imperador, tinham decoração em estuque, perdida em consequência da erupção. O ambiente da esquerda, utilizado para banquetes dedicados ao imperador ou para reuniões de sacerdotes, e é adornado com um pequeno altar em basalto, onde repousavam as libações, que é acessado através de três passos e um pequeno pódio de mármore, de função desconhecida: tem sido sugerido que ela poderia ser usada durante leilões, mas isso iria contra a santidade do lugar. A principal decoração é representada por dois afrescos exibindo cupidos que tocam a lira e bebem vinho e cupidos em meio a cerimônias sagradas. Nas proximidades da sala foram encontradas mil moedas, bem como esqueletos de boi, talvez restos de sacrifícios.[carece de fontes?] Em determinada ocasião o ambiente deve ter sido usado para venda de carne e peixe e foi equipado com um grande balcão revestido em mármore, com drenagem para o escoamento de água.[carece de fontes?]
Ao longo do lado sul estão organizadas 11 salas para a venda de produtos alimentares. Provavelmente o macelo também tinha um piso superior, com quartos de madeira, que são acessíveis diretamente a partir do exterior com uma escada, também de madeira, tudo destruído pela erupção. No interior do edifício estão preservados seus moldes humanos e um esqueleto que remonta à Idade do Bronze.[carece de fontes?]